# Cygnus NG-22
Cygnus NG-22 (lat. „labuť“) byl plánovaný, ale neuskutečněný let americké nákladní kosmické lodi řady Cygnus. Společnost Northrop Grumman ji vyrobila a její vypuštění připravovala podle smlouvy s agenturou NASA v rámci programu Commercial Resupply Services, jehož účelem je zásobování Mezinárodní vesmírné stanice (ISS). Start se měl uskutečnit v červnu 2025, ale kvůli poškození kosmické lodi v březnu 2025 při přepravě na kosmodrom byl let zrušen.

## Loď Cygnus
Pro lety s nákladem k ISS jsou od roku 2015 využívány lodi Cygnus s označením Enhanced (vylepšené). Na oběžnou dráhu Země je vynášely rakety Antares 230, od roku 2019 pak Antares 230+. Ty v prvním stupni používaly dvojici ruských motorů RD-181, což však v důsledku mezinárodních sankcí reagujících na ruskou invazi na Ukrajinu v roce 2022 nebylo dále možné. Protože nová verze Antares 330 se sedmi motory Miranda společnosti Firefly Aerospace měla být původně k dispozici až pro misi Cygnus NG-23, a to nejdříve na podzim 2024, objednala společnost Northrop Grumman po vynesení misí NG-20 až NG-22 na oběžnou dráhu rakety Falcon 9 FT.

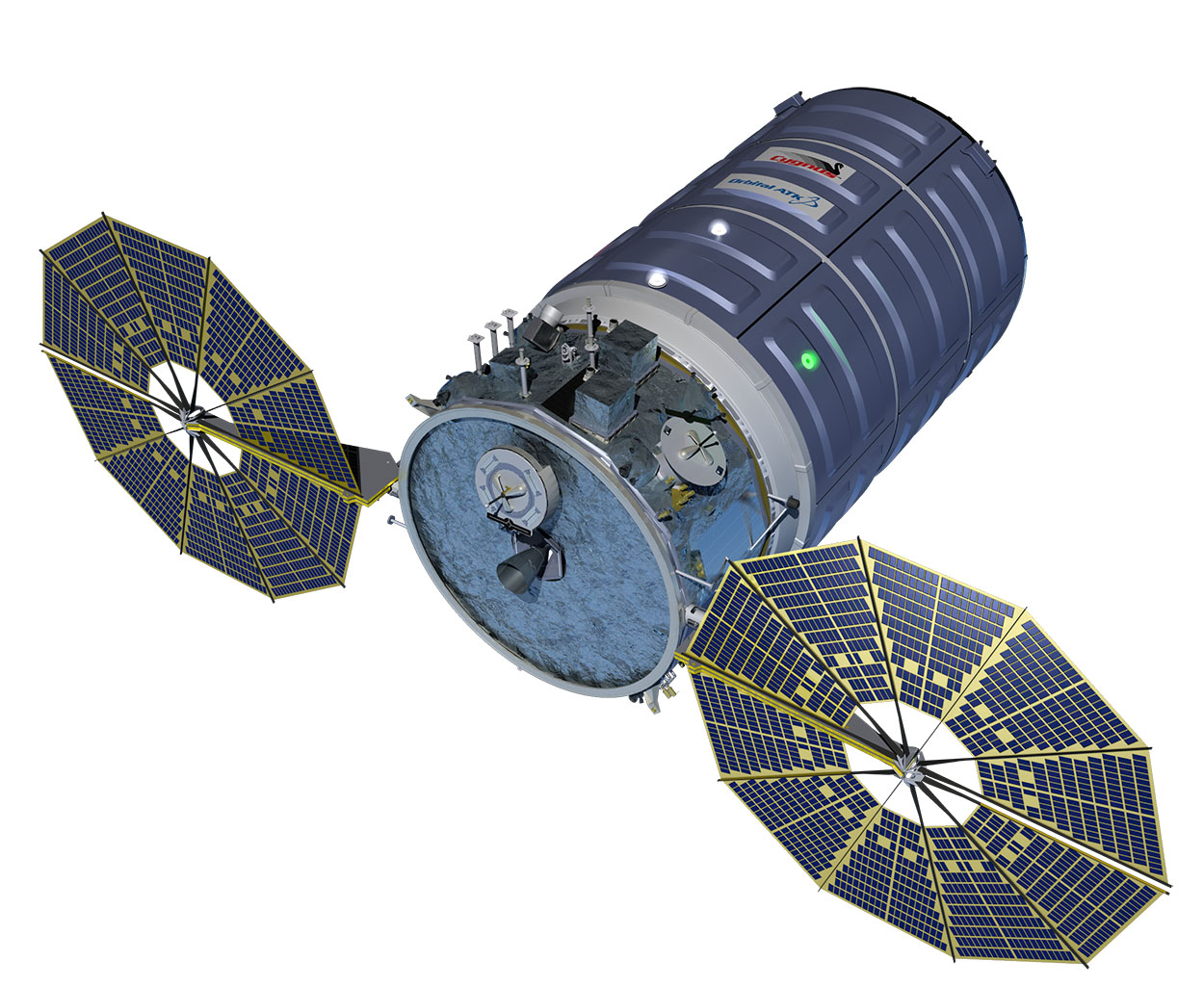
Vizualizace lodi Cygnus

Délka lodí dosahuje 6,39 metru a vnější průměr 3,07 metru. Hermetizovaný modul o objemu 27 m3 pojme až 3 750 kg nákladu. Celková startovní hmotnost včetně nákladu a 1 218 kg paliva dosahuje až 8 455 kg.
Na spodku lodi (v postavení při startu) jsou umístěny dva kruhové solární panely o celkovém výkonu 3,5 kW, vyrobené technologií Ultraflex, které se po vypuštění rozevřou jako vějíř.
Na horní části je umístěn kotvicí mechanismus CBM (Common Berthing Mechanism) pro hermetické připojení ke stanici a umožnění přístupu její posádky do vnitřku lodi. Lodi Cygnus se k ISS nepřipojují automaticky jako lodi Progress, Dragon 2 a dříve také ATV, ale pomocí robotické ruky Canadarm2, podobně jako dřívější lodi HTV nebo první verze lodí Dragon. Cygnus se ke stanici přiblíží na zhruba 10 metrů, posádka ho zevnitř stanice pomocí robotické ruky zachytí, během přiblížení lodi ke spojovacímu portu a připojení lodi ale robotickou ruku na dálku řídí operátoři z řídicího střediska.
Od mise NG-17 disponují lodi Cygnus rozšířenými funkcemi pro úpravu dráhy stanice a při každém z letů je nejméně jednou využily k plánovanému zvýšení dráhy.

## Náklad
Náklad určený k přepravě na ISS nebyl před zrušením letu oznámen.

## Čestné pojmenování
Od prvního startu nákladní lodi Cygnus je zavedena tradice pojmenovávání jednotlivých exemplářů kosmické lodi podle některé z osobností, které se zasloužily o americký vesmírný program. Pro let NG-22 však před jeho zrušením čestné pojmenování nebylo stanoveno.

## Přípravy a zrušení mise
První plány počítaly se startem mise v únoru 2025, během Expedice 72 probíhající na ISS. Nový očekávaný termín – nejdříve 1. dubna 2025 – vyplynul v srpnu 2024 z informace o letu jednoho z cubesatů, které měla loď NG-22 vynést na ISS. V lednu 2025 ale ze žádosti o povolení radiového provozu pro další ze satelitů dopravovaných na stanici vyplynul odklad startu nákladní lodi nejdříve na červen 2025.
Počátkem března 2025 NASA informovala, že během přepravy na kosmodrom došlo při dopravní nehodě k poškození kontejneru s hermetizovaným modulem lodi Cygnus pro misi NG-22, takže je nezbytné posoudit, zda nebyl poškozen i samotný modul. A 26. března NASA kvůli výsledkům tohoto posouzená plánovaný let zrušila s tím, že s výrobcem a provozovatelem, společností Northrop Grumman, ještě posoudí možnost pozdějšího využití poškozeného modulu. K ISS ale odletí až následující kosmická loď Cygnus NG-23, a to nejdříve na podzim 2025. Současně NASA oznámila, že urgentní náklad, který měl letět v NG-22, na stanici dopraví kosmická loď Cargo Dragon při nadcházející misi SpaceX CRS-32 se startem je naplánovaným na 21. dubna 2025.